# Stigmella malifoliella
Stigmella malifoliella là một loài bướm đêm thuộc họ Nepticulidae. Loài này có ở Tadzhikistan.
Ấu trùng ăn Malus species.